# Saint-Août
Saint-Août är en kommun i departementet Indre i regionen Centre-Val de Loire i de centrala delarna av Frankrike. Kommunen ligger i kantonen La Châtre som tillhör arrondissementet La Châtre. År 2022 hade Saint-Août 817 invånare.

## Befolkningsutveckling
Antalet invånare i kommunen Saint-Août
Referens:INSEE